# 意大利—德国1936年10月23日协定
意大利—德国1936年10月23日协定是法西斯義大利与納粹德國在1936年10月23日于柏林签订了一份九点协定。双方签约代表是意大利外交大臣加莱阿佐·齐亚诺和德国外交部长康斯坦丁·馮·諾伊拉特。同样是在1936年10月23日，德国和日本在柏林起草了反共產國際協定。
协定以德意双语起草，所有段落均有一段德语版，一段意语版。签约后，双方未公开协定内容。双方讨论的最主要问题是西班牙内战，该问题也是当时德意两国间唯一存在积极合作的事务。德方同意承认意大利对埃塞俄比亚的征服，意方则同意支持德国收复在一战后失去的殖民地。意方还接受了1936年7月11日签订的德奥七月协定。